# Kelly Reilly
Jessica Kelly Siobhán Reilly (Chessington, Anglaterra, 18 de juliol de 1977), és una actriu anglesa. Va ser nominada al premi Laurence Olivier per la seua actuació a After Miss Julie al Donmar Warehouse (2003-2004). Els seus crèdits cinematogràfics i televisius inclouen Eden Lake (2008), Sherlock Holmes (2009), Flight (2012) i Yellowstone (2018-present).

## Primers anys
Reilly va néixer i es va criar a Chessington, filla d'una mare recepcionista d'hospital i un agent de policia. Va assistir a la Tolworth Girls' School de Kingston, on va estudiar teatre per a GCSE. Els seus avis són irlandesos.

## Carrera
Reilly va escriure als productors del drama televisiu Prime Suspect per demanar feina, i sis mesos després va fer una audició per a un paper en un episodi de Prime Suspect 4: Inner Circle, que es va emetre a ITV el 7 de maig de 1995. El 1996, va aparéixer en un episodi de la sèrie dramàtica d'època de Carlton UK Television "Bramwell" interpretant una dona jove i pertorbada, Kathleen Le Saux. Sis anys més tard, va aparéixer al costat de Helen Mirren a la pel·lícula Last Orders.
El seu primer paper professional va ser seguit per una sèrie de parts a l'escenari anglesa. Va treballar amb Terry Johnson en quatre produccions: Elton John's Glasses (1997), The London Cuckolds (1998), The Graduate (2000) i Piano/Forte (2006). Johnson va escriure Piano/Forte per a ella i va dir: "Kelly és possiblement l'actriu més natural, tenyida en la llana i més profunda amb la qual he treballat". Reilly ha afirmat que va aprendre més com a actriu de Karel Reisz, que la va dirigir a The Yalta Game a Dublín l'any 2001. Va dir: "Va ser la meua classe magistral. No hi ha manera que hauria estat capaç de fer Miss Julie si no haguera fet aquesta obra".
L'any 2000, Reilly va sentir que estava sent enganxada en papers de comèdia i va buscar activament un paper com la jove Amy a Last Orders, dirigida per Fred Schepisi. Això va ser seguit d'un paper en la reedició del 2001 de Blasted de Sarah Kane. The Times la va anomenar "Viagra teatral". El 2002, Reilly va protagonitzar al costat d'Audrey Tautou i Romain Duris com a Wendy, una estudiant anglesa d'Erasmus, a la comèdia francesa L'Auberge espagnole. Va repetir el seu paper a la seqüela del 2005, Les Poupées russes i la continuació del 2013, Casse-tête chinois. També el 2005, Reilly va tenir papers en pel·lícules com Mrs Henderson Presents i Pride & Prejudice.
El primer paper principal de Reilly va arribar el 2008 a la pel·lícula de terror Eden Lake i, el 2009, va tenir un paper destacat a la televisió britànica en horari de màxima audiència a Above Suspicion. Reilly també va aparéixer en tres pel·lícules importants: Sherlock Holmes, Triage i Me and Orson Welles.
El 2011, Reilly va repetir el seu paper de Mary Watson a Sherlock Holmes: A Game of Shadows. El 2012, Reilly va aparéixer al costat de Sam Rockwell a A Single Shot i va tenir un paper protagonista a Flight de Robert Zemeckis al costat de Denzel Washington. El 2014, Reilly va protagonitzar amb Greg Kinnear la pel·lícula Heaven is for Real i la pel·lícula de John Michael McDonagh Calvary. El mateix any, Reilly va protagonitzar la minisèrie de l'ABC, Black Box, com Catherine Black, una famosa neurocientífica que explora i resol els misteris del cervell mentre amaga el seu propi trastorn bipolar del món.
El 2015, Reilly va protagonitzar la segona temporada de la sèrie de televisió True Detective com Jordan Semyon, l'esposa del personatge de Vince Vaughn, Frank Semyon. El mateix any, Reilly va fer el seu debut a Broadway al costat de Clive Owen i Eve Best a l'obra de Harold Pinter Old Times a l'American Airlines Theatre. El 2016, va tenir un paper secundari a Bastille day.
El 2017, Reilly va interpretar la reina celta Kerra, enfrontant-se a la invasió romana de Gran Bretanya a la sèrie de Sky TV, Britannia.
Kelly va interpretar el paper femení principal a la sèrie Yellowstone, un drama de Paramount Network que va debutar el 20 de juny de 2018. Reilly interpreta Beth Dutton, filla de John Dutton, interpretada per Kevin Costner. Els personatges de Reilly i Costner estan constantment en guerra amb diverses parts externes que volen aconseguir el control de la terra familiar dels Dutton.